# Megaoonops avrona
Genre
Espèce
Megaoonops avrona, unique représentant du genre Megaoonops, est une espèce d'araignées aranéomorphes de la famille des Oonopidae.

## Distribution
Cette espèce est endémique d'Israël. Elle se rencontre à En Avrona, à Lotan, à Yahel et à Yotvata.

## Description

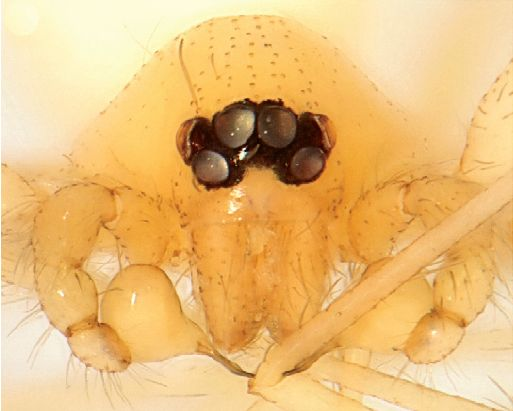
Megaoonops avrona ♂

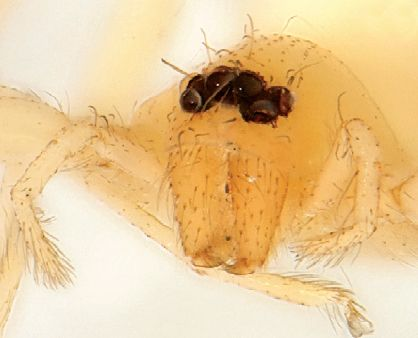
Megaoonops avrona ♀

Le mâle holotype mesure 2,36 mm et la femelle 2,96 mm.

## Étymologie
Son nom d'espèce lui a été donné en référence au lieu de sa découverte, En Avrona.

## Publication originale
- Saaristo, 2007 : The oonopid spiders (Aranei: Oonopidae) of Israel. Arthropoda Selecta, vol. 15, p. 119-140 (texte intégral).